# Бірлік (Казалінський район)
Бірлі́к (каз. Бірлік) — село у складі Казалінського району Кизилординської області Казахстану. Адміністративний центр та єдиний населений пункт Бірліцького сільського округу.
Населення — 748 осіб (2021; 733 у 2009, 772 у 1999, 832 у 1989).